# Jung Jo-gook
Jung Jo-gook (kor. 정조국; * 23. Mai 1984 in Busan) ist ein südkoreanischer ehemaliger Fußballspieler. Den Großteil seiner Karriere verbrachte Jung in Südkoreas Hauptstadt beim FC Seoul. Von 2011 bis 2012 war er kurzzeitig bei den beiden französischen Erstligisten AJ Auxerre und AS Nancy tätig.

## Karriere

### Verein
Der in Busan geborene Jung Jo-gook begann seine Profikarriere als Fußballspieler 2003 beim FC Seoul, der damals noch unter dem Namen Anyang LG bekannt war, in der K League. Die nächsten sieben Jahre verbrachte er dort und konnte 2008 die Vizemeisterschaft gewinnen, womit sich der Verein für die AFC Champions League 2009 qualifizieren konnte. Beim Weg bis ins Viertelfinale des Wettbewerbs kam Jung in sieben Spielen zum Einsatz und erzielte dabei vier Tore. 2010 gewann er erstmals den südkoreanischen Meistertitel.
Insgesamt stand der Stürmer in seiner Zeit beim FC Seoul in 209 Ligaspielen auf dem Platz und erzielte dabei 62 Tore. Er verließ den Verein zum Saisonende 2010 und unterschrieb einen Zweieinhalb-Jahresvertrag bei der AJ Auxerre in der französischen Ligue 1 ab. Sein Debüt gab er am 29. Januar 2011 bei der 0:2-Niederlage gegen den SM Caen. Nach insgesamt 16 Spielen wurde er bis zum Saisonende 2011/12 an den Ligakonkurrenten AS Nancy verliehen. Als er sich auch dort nicht durchsetzen konnte und überwiegend auf der Bank saß oder als Einwechselspieler ins Spiel kam, kehrte er wieder zum FC Seoul zurück und konnte dort noch in der restlichen Spielzeit 2012 seinen zweiten Meistertitel gewinnen.
Zur Saison 2013 wechselte Jung für fast zwei Jahre in die neugegründete zweite südkoreanische Spielklasse zum Ansan Mugunghwa FC (damals noch Police FC) und verhalf dem Verein gleich im ersten Jahr mit seinen neun Toren zum zweiten Platz. Während der Spielzeit 2014 kehrte er zum dritten Mal zum FC Seoul zurück, kam dort aber die nächsten eineinhalb Jahren nur noch zu vereinzelten Liga-Einsätzen. Einzig in der AFC Champions League 2015 war er mit sechs Spielen (2 Tore) einer der Stammspieler. Vor Saisonbeginn 2016 schloss er sich dem Ligakonkurrenten Gwangju FC an, wo er wieder an seine früheren Leistungen anknüpfen konnte. In der Saison traf er insgesamt 20-mal das Tor und wurde damit zum Torschützenkönig ernannt.
Vor Beginn der Spielzeit 2017 wechselte er zum Aufsteiger Gangwon FC, der sich Ende 2016 in der Relegation gegen den Seongnam FC durchgesetzt hatte.

### Nationalmannschaft
Jung Jo-gook begann seine internationale Karriere 2000 in der U-17-Mannschaft, mit der er an der Qualifikation zur Asienmeisterschaft 2000 in Vietnam teilnahm. Aufgrund der schlechteren Tordifferenz gegenüber China verpasste man aber die Endrunde. Von 2002 bis 2003 gehörte er der U-20-Auswahl an und nahm mit dieser an der Asienmeisterschaft 2002 in Katar teil. Auf dem Weg zum Titel stand Jung in allen Spielen auf dem Platz und schoss im Finale gegen Japan das entscheidende Tor in der 96. Minute zum 1:0-Sieg. Damit qualifizierte sich Südkorea für die in den Vereinigten Arabischen Emiraten stattfindende Junioren-Weltmeisterschaft 2003, an der Jung ebenfalls teilnahm. Von 2003 bis 2006 stand er immer wieder im Kader der U-23-Mannschaft, so auch beim Fußballturnier der Asienspiele 2006, als sich Südkorea im Spiel um Bronze dem Iran geschlagen geben musste.
Sein Debüt für die A-Nationalmannschaft Südkoreas gab Jung am 18. Januar 2006 beim Freundschaftsspiel gegen die Vereinigten Arabischen Emirate, das 0:1 verloren wurde. Nach drei weiteren Einsätzen stand er in der Qualifikation zur AM 2007 zunächst im Hinspiel gegen Chinese Taipei (3:0) und danach im Rückspiel (8:0) auf dem Platz. In den beiden Spielen erzielte er seine einzigen vier Länderspieltore. Im weiteren Verlauf dieser Qualifikation wurde er noch gegen den Iran (0:2) im November 2006 eingesetzt. Von 2008 bis 2011 stand der Stürmer nur noch in vier weiteren Freundschaftsspielen auf dem Platz. Sein letztes Länderspiel bestritt er am 3. Juni 2011 beim 2:1-Sieg gegen Serbien.
Vom damaligen Nationaltrainer Cho Kwang-rae wurde Jung noch für die ersten beiden Spielen der Qualifikation zur WM 2014 berufen, kam dabei aber nicht zum Einsatz.

## Erfolge
Mit dem FC Seoul
- Südkoreanischer Meister: 2010, 2012
- Südkoreanischer Vizemeister: 2008
- Gewinn des Korean League Cups: 2010
- Gewinn des Korean FA Cups: 2015
- Torschützenkönig der K League 1: 2016

Mit der Nationalmannschaft
- Gewinn der U-19-Asienmeisterschaft: 2002